# Gintama
Gintama (jap. 銀魂 Gintama; dosł. „Srebrna dusza”) – manga Hideakiego Sorachiego oraz adaptacja telewizyjna na jej podstawie. Akcja rozgrywa się w „kraju samurajów” wzorowanym na Japonii z okresu Edo, dwadzieścia lat po przybyciu na Ziemię kosmitów, zwanych Amanto, którzy ustanowili na Ziemi protektorat oraz zakazali walki na miecze, przez co zdegradowali siłę i znaczenie samurajów. Głównym bohaterem jest Gintoki Sakata – samuraj, który pracuje jako najemnik wraz ze swoimi przyjaciółmi – Shinpachim Shimurą oraz Kagurą.

## Fabuła
Akcja Gintamy ma miejsce w Edo. Japonia była nazywana ziemią samurajów do czasu kiedy z kosmosu przybyli Amanto i wprowadzili na Ziemi cywilizację oraz zakazali używania mieczy. Samuraje stanowiący niegdyś potęgę Japonii podupadli na sile. Anime opowiada głównie o losach Gintokiego, który jest najemnikiem. Dołącza do niego Shinpachi po tym, jak Gintoki uratował jego siostrę. Trzecią osobą należącą do organizacji Gintokiego jest Kagura, która należy do najsilniejszego klanu w całej galaktyce – Yato.
Gintama posiada kompozycję epizodyczną, nie występuje tu ciągła fabuła. Każdy odcinek zawiera zazwyczaj całkowicie inny wątek, a odcinki są ze sobą bardzo luźno powiązane. Wyjątkiem są występujące od czasu do czasu dłuższe epizody rozłożone na kilka odcinków.

## Bohaterowie
| - Gintoki Sakata (jap. 坂田銀時 Sakata Gintoki) Seiyū: Tomokazu Sugita - Shinpachi Shimura (jap. 志村新八 Shimura Shinpachi) Seiyū: Daisuke Sakaguchi - Kagura (jap. 神楽) Seiyū: Rie Kugimiya - Sadaharu (jap. 定春) Seiyū: Mikako Takahashi - Isao Kondō (jap. 近藤勲 Kondō Isao) Seiyū: Susumu Chiba - Toshirō Hijikata (jap. 土方十四郎 Hijikata Toshirō) Seiyū: Kazuya Nakai - Sōgo Okita (jap. 沖田総悟 Okita Sōgo) Seiyū: Ken’ichi Suzumura - Sagaru Yamazaki (jap. 山崎 退 Yamazaki Sagaru) Seiyū: Tetsuharu Ōta - Katakuriko Matsudaira (jap. 松平片栗虎 Matsudaira Katakuriko) Seiyū: Norio Wakamoto - Kamotarō Itō (jap. 伊東鴨太郎 Itō Kamotarō) Seiyū: Mitsuaki Madono - Kotarō Katsura (jap. 桂小太郎 Katsura Kotarō) Seiyū: Akira Ishida - Elizabeth (jap. エリザベス) Seiyū: Losowy staruszek, który akurat był pod ręką (odcinek 15 i 58), staruszek robiący anime (odcinek 50) - Shinsuke Takasugi (jap. 高杉晋助 Takasugi Shinsuke) Seiyū: Takehito Koyasu - Bansai Kawakami (jap. 河上万斉 Kawakami Bansai) Seiyū: Takumi Yamazaki - Matako Kijima (jap. 来島また子 Kijima Matako) Seiyū: Risa Hayamizu - Henpeita Takechi (jap. 武市変平太 Takechi Henpeita) Seiyū: Chafūrin - Kyūbei Yagyū (jap. 柳生九兵衛 Yagyū Kyūbei) Seiyū: Fumiko Orikasa - Ayumu Tōjō (jap. 東城歩 Tōjō Ayumu) Seiyū: Kōji Yusa - Binbokusai Yagyū (jap. 柳生敏木斎 Yagyū Binbokusai) Seiyū: Naoki Tatsuta - Itsuki Kitaōji (jap. 北大路斎 Kitaōji Itsuki) Seiyū: Kenji Hamada - Tsukamu Nishino (jap. 西野掴 Nishino Tsukamu) Seiyū: Yoshinori Sonobe - Sui Minamito (jap. 南戸粋 Minamito Sui) Seiyū: Hikaru Midorikawa | - Tae Shimura (jap. 志村妙 Shimura Tae) Seiyū: Satsuki Yukino - Otose (jap. お登勢) Seiyū: Kujira - Catherine (jap. キャサリン Kyasarin) Seiyū: Yū Sugimoto - Taizō Hasegawa (jap. 長谷川泰三 Hasegawa Taizō) Seiyū: Fumihiko Tachiki - Kamui (jap. 神威) Seiyū: Satoshi Hino - Abuto (jap. 阿伏兎) Seiyū: Hōchū Ōtsuka - Zenzō Hattori (jap. 服部全蔵 Hattori Zenzō) Seiyū: Keiji Fujiwara - Ayame Sarutobi (jap. 猿飛あやめ Sarutobi Ayame) Seiyū: Yū Kobayashi - Isaburō Sasaki (jap. 佐々木異三郎 Sasaki Isaburō) Seiyū: Toshiyuki Morikawa - Nobume Imai (jap. 今井信女 Imai Nobume) Seiyū: Aya Hirano - Shige Shige Tokugawa (jap. 徳川茂茂 Tokugawa Shige Shige) Seiyū: Yūki Ono - Shōyō Yoshida (jap. 吉田松陽 Yoshida Shōyō) Seiyū: Kōichi Yamadera - Tsukuyo (jap. 月詠) Seiyū: Yūko Kaida - Tatsuma Sakamoto (jap. 坂本辰馬 Sakamoto Tatsuma) Seiyū: Shin’ichirō Miki - Książę Hata (jap. ハタ皇子 Hata-ōji) Seiyū: Kōichi Sakaguchi - Tsū Terakado (jap. 寺門通 Terakado Tsū) Seiyū: Mikako Takahashi - Gengai Hiraga (jap. 平賀源外 Hiraga Gengai) Seiyū: Takeshi Aono |

## Manga
W 76. tomie wydawnictwo Shūeisha potwierdziło, że manga zamknie się w 77 tomach.
Kolejne rozdziały ukazywały się w czasopiśmie „Shūkan Shōnen Jump” wydawnictwa Shūeisha aż do 42. numeru wydanego 15 września 2018 roku. Następnie wydawanie zostało przeniesione do magazynu „Jump Giga”, gdzie ukazały się trzy rozdziały (w numerach wydanych od 28 grudnia 2018 do lutego 2019). Potem wydawanie przeniesione zostało do darmowej aplikacji; ostatni rozdział mangi ukazał się tam 20 czerwca 2019.